# Denner Fernando Melz
Denner Fernando Melz, mais conhecido como Denner (Itapiranga, 30 de dezembro de 1999), é um futebolista brasileiro que atua como meio-campista. Atualmente joga pelo Esporte Clube Noroeste.

## Carreira

### Juventude
Nascido em Itapiranga, Santa Catarina, Denner encerrou sua formação no Juventude, após uma passagem de três meses pelo Internacional em 2011. No final de janeiro de 2018, após impressionar com a equipe sub-20 na Copa São Paulo de Futebol Júnior de 2018, ele foi promovido ao elenco profissional.
Denner fez sua estreia profissional em 25 de janeiro de 2018, entrando como um substituto no segundo tempo para Bruninho na derrota por 1 a 0 fora de casa contra o São Luiz, no Campeonato Gaúcho de 2018. Em 15 de junho, ele renovou seu contrato até 2022. Marcou seu primeiro gol profissional em 31 de agosto, marcando o primeiro gol no empate fora de casa por 3 a 3 contra o Paysandu, pela Série B de 2018.
O meia foi um dos destaques do Juventude na Série C de 2019, na campanha do acesso para a Série B. Pelo Juventude, participou de 63 partidas e marcou apenas 3 gols.

### Athletico Paranaense
Em 1 de outubro de 2019, Denner assinou um contrato em definitivo com o Athletico Paranaense por um contrato até 2022, inicialmente com a intenção de utilizá-lo na equipe de aspirantes. Sua estreia com o Athletico Paranaense aconteceu em 18 de janeiro de 2020, entrando como titular em uma vitória fora de casa por 3 a 1 sobre o União Beltrão, pelo Campeonato Paranaense de 2020.
Na sua passagem no Athletico Paranaense, não foi bastante aproveitado, participando apenas de 6 partidas e marcando nenhum gol.

### Chapecoense
Em 18 de maio de 2020, Denner foi emprestado à Chapecoense, chegando ao time catarinense sem custos e por um contrato até janeiro de 2021. O interesse da Chapecoense em contar com Denner não é atual, o clube tentou a contratação após uma boa temporada com o Juventude, mas a negociação não avançou.
Sua estreia com a Chapecoense aconteceu em 8 de julho, em uma vitória em casa por 2 a 0 contra o Avaí, pelo Campeonato Catarinense de 2020. Seu primeiro gol com a Chapecoense aconteceu em 1 de dezembro, marcando o único gol de uma vitória em casa por 1 a 0 sobre o Cuiabá, o gol foi também o da tranquilidade do clube, que vinha de duas derrotas consecutivas na Série B de 2020. Mas nem mesmo a sequência negativa abalou o elenco, participando também da conquista da competição.
Pela Chapecoense, Denner participou de 30 partidas e marcou apenas um gol, além de ter participado das conquistas do Campeonato Catarinense de 2020 e da Série B de 2020.

### Retorno ao Athletico Paranaense
Em 2 de fevereiro de 2021, após uma boa temporada na Chapecoense e a conquista da Série B de 2020, Denner retornou ao Athletico Paranaense.

## Títulos
Chapecoense
- Campeonato Catarinense: 2020
- Campeonato Brasileiro - Série B: 2020